# V382 Carinae
V382 Carinae, también conocida como: x Carinae (x Car) o V* V382 Car, es una estrella en la constelación Carina.
Es una estrella hipergigante amarilla con una magnitud aparente de +3.93. Se encuentra a 5930.90 años luz de la Tierra. Es clasificada como una estrella variable tipo Cephei y su brillo varía de una magnitud de +3.84 a +4.02.

## Posición
V382 Carinae es parte de la quilla del buque en la constelación de Carina, En el plano de la Vía Láctea, la constelación, se puede observar casi todo el año desde el hemisferio sur. Desde Europa, la estrella no aparece nunca en el cielo nocturno.
La distancia de V382 Carinae al Sol es de unos 6000 años luz, la mayoría de la luz a su alrededor, o entre la estrella y el sol se debilita con la presencia de nubes de polvo por tanto aparece en el cielo mucho más oscura. En el cielo se encuentra próxima al cúmulo NGC 3532 pero x Carinae está mucho más lejos que este cúmulo. Hasta el momento no se pudo establecer claramente si V382 Carinae es parte de un cúmulo estelar. El centro de la nebulosa de Carina (NGC 3372), la región alrededor de la luminosa estrella binaria Eta Carinae y HD 93 129 V382 es de aproximadamente 2000 años luz de distancia. Sólo se ha podido hallar un pulsar cada 0,253 segundos girando a una distancia de unos 20 años luz hasta el momento. Esto también podría indicar que V382 Carinae es una de las últimas estrellas activas de un cúmulo de estrellas anterior.

## Propiedades físicas
Las propiedades físicas de V382 Carinae son, con frecuencia las mismas de las principales estrellas de esta clase, y por lo tanto no pueden ser claramente definidas.
V382 Carinae es una estrella gigante y por su luminosidad aparece en el diagrama de Hertzsprung-Russell con luminosidad 0 clasificados Sí, Sus propiedades están por encima del nivel de una supergigante típica, aunque V382 Carinae no brille tanto como Rho Cassiopeiae o V509 Cassiopeiae, es una hipergigante con temperatura superficial cumbre. Es como el Sol de la clase espectral G, pero con un G0 en un subtipo anterior.
La masa de V382 Carinae se estima en 50 veces la del Sol, su diámetro es probablemente de cerca de mil millones de millas. Si V382 Carinae pudiera estar en el centro de nuestro sistema solar, abarcaría hasta la órbita de Marte.
V382 Carinae es una de las cefeidas clásicas, una división de Pulsantes, nombre de la estrella Delta Cephei, el prototipo de esta clase. La temperatura de la superficie de estas estrellas varía de manera estrictamente periódica, y por lo tanto también varía su tipo espectral, en el caso de V382 Carinae, G0 a G4. Para este tipo de estrellas variables, es inusualmente fuerte. Por ejemplo, comparable a V509 Cassiopeiae una estrella variable semirregular. V382 Carinae no está al final de su vida y podría llegar a aumentar su oleaje y luminosidad.